# معضمیه الشام
معضمیة الشام (به عربی: معضمیة الشام) یک منطقهٔ مسکونی در سوریه است که در شهرستان داریا واقع شده‌است.

## خصوصیات
معضمیة الشام ۵۲٬۷۳۸ نفر جمعیت دارد.